# Премия (город)
Премия (итал. Premia) — коммуна в Италии, располагается в регионе Пьемонт, в провинции Вербано-Кузьо-Оссола.
Население составляет 591 человек (2008 г.), плотность населения составляет 7 чел./км². Занимает площадь 89 км². Почтовый индекс — 28866. Телефонный код — 0324.
Покровителем города почитается святой архангел Михаил, празднование 29 сентября.

## Демография
Динамика населения:

## Администрация коммуны
- Официальный сайт: http://www.comune.premia.vb.it Архивная копия от 2 марта 2017 на Wayback Machine